# ベナン文学
ベナン文学はフランス語が支配言語になる以前からの強い伝統を持っていた。
フェリクス・クショーロはベナン初の小説『奴隷』(L'Esclave)を1929年に書いた。

## 著名なベナンの作家
- en:Olympe Bhêly-Quénum
- en:Jean Pliya
- en:Colette Senami Agossou Houeto
- en:Florentia Couao-Zotti
- en:Richard Dogbeh
- en:Adelaide Fassinou
- en:Paulin J. Hountondji
- en:Paulin Joachim
- en:José Pliva

## 脚註
1. ↑   Benin 2007年9月30日閲覧。